# Rajd dell’Isola d’Elba 1971
Rajd dell’Isola d’Elba 1971 (4. Rally dell’Isola d’Elba) – 4 edycja rajdu samochodowego Rajd dell’Isola d’Elba rozgrywanego we Włoszech. Rozgrywany był od 1 do 3 kwietnia 1971 roku. Była to czwarta runda Rajdowych Mistrzostw Europy w roku 1971.

## Klasyfikacja rajdu
| Miejsce                      | Kierowca                     | Pilot                        | Samochód                     | Czas                         | Strata                       |                              |
| Klasyfikacja generalna i ERC | Klasyfikacja generalna i ERC | Klasyfikacja generalna i ERC | Klasyfikacja generalna i ERC | Klasyfikacja generalna i ERC | Klasyfikacja generalna i ERC | Klasyfikacja generalna i ERC |
| ---------------------------- | ---------------------------- | ---------------------------- | ---------------------------- | ---------------------------- | ---------------------------- | ---------------------------- |
| 1.                           | Luciano Trombotto            | Maurizio Enrico              | Fiat 124 Spider              | 18:51                        | 0.0                          |                              |
| 2.                           | Ferdinando Tecilla           | Sergio Lipizer               | Fiat 125 S                   | 36:24                        | +17:33                       |                              |
| 3.                           | Giulio Bisulli               | Arturo Zanuccoli             | Fiat 125 S                   | 37:36                        | +18:45                       |                              |
| 4.                           | Giorgio Taufer               | Toni Bond                    | Porsche 911 S                | 38:14                        | +19:23                       |                              |
| 5.                           | Gianni Bossetti              | Pier Paolo Mischiatti        | Lancia Fulvia 1.6 Coupé HF   | 39:58                        | +21:07                       |                              |
| 6.                           | Renato Sonda                 | Bernardino Bertollo          | Fiat 125 S                   | 43:04                        | +24:13                       |                              |
| 7.                           | Arnaldo Cavallari            | Gianti Simoni                | Lancia Fulvia 1.6 Coupé HF   | 43:30                        | +24:39                       |                              |
| 8.                           | R. Bossetti                  | Ferrari                      | Lancia Fulvia 1.6 Coupé HF   | 58:03                        | +39:12                       |                              |
| 9.                           | Fausto Carello               | Ciano Oberti                 | Fiat 124 Spider              | 1:09:55                      | +51:04                       |                              |
| 10.                          | Maurizio Verini              | Giorgio Piazza               | Fiat 124 Spider              | 1:13:39                      | +54:48                       |                              |